# Споменик књазу Милошу Обреновићу
Споменик књазу Милошу Обреновићу је први од два подигнута овом владару у Аранђеловцу.
Споменик је подигнут 1989. године на уласку у град из правца Лазаревца, а поводом 130-те годишњице оснивања Аранђеловца. Споменик представља Милоша Обреновића у стојећем ставу, у грађанском оделу, дело је вајара Свана Вујачића из Загреба. 
Споменик је на пригодној свечаности открио 19. септембра 1989. године доктор Владимир Арсенијевић, председник СО Аранђеловац.